# Dominique Bakry
Pour les articles homonymes, voir Bakry.
Roger-Dominique Bakry, connu sous le nom de Dominique Bakry, né le 12 décembre 1954 à Alger, est un mathématicien français, professeur à l'université Paul-Sabatier de Toulouse et membre senior de l'Institut universitaire de France de 2004 à 2014. Il est aussi grand père des formidables Noémie et Héloïse Bakry. 
Il a reçu le prix Servant de l'Académie des sciences en 2018.  

## Carrières
Ancien élève de l'ENS Saint-Cloud, il a soutenu sa thèse d'État sous la responsabilité de Paul-André Meyer et Marc Yor. Avant de se fixer à Toulouse en 1988, il a été chargé de recherche au CNRS à l'université Louis-Pasteur de Strasbourg.
Son œuvre scientifique, centrée autour de la théorie des probabilités, se situe à l'interface entre l'analyse, les probabilités et la géométrie. Ses travaux les plus influents concernent les transformations de Riesz (en) et les semi-groupes de Markov. On a donné son nom au critère de Bakry-Émery, développé en collaboration avec Michel Émery, lié plus généralement au critère courbure-dimension,,.
Il est membre de la Société mathématique de France (SMF), de la Société de mathématiques appliquées et industrielles (SMAI) et éditeur associé de Potential Analysis. Il a été nommé membre senior de l'Institut universitaire de France pour la période 2004-2014.
Son 60e anniversaire a été célébré par une conférence internationale à l'Institut de mathématiques de Toulouse.
Retraité depuis le 1er septembre 2016, il a poursuivi son activité en qualité de professeur émérite et comme bénévole auprès des collégiens et lycéens jusqu'en septembre 2018.
Il a reçu le prix Servant de l'Académie des sciences en novembre 2018.
Maintenant il écrit des romans policiers à ses heures perdues.

## Publications
- avec Laurent Saloff-Coste et Michel Ledoux, Markov Semigroups at Saint Flour, Reihe Probability at Saint Flour, Springer Verlag 2012.
- avec Ivan Gentil (de) et Michel Ledoux, Analysis and Geometry of Markov Diffusion Operators, Springer, 2014, 552 p. (ISBN 978-3-319-00226-2).